# Chinois de Sibérie
 (septembre 2024).
Le contenu est difficilement compréhensible vu les erreurs de traduction, qui sont peut-être dues à l'utilisation d'un logiciel de traduction automatique.
Les Chinois de Sibérie (en russe : Китайцы в Сибири) sont un groupe ethnique de la fédération de Russie vivant sur le territoire de la Sibérie et en Extrême-Orient russe, deux régions appelées traditionnellement Sibérie.

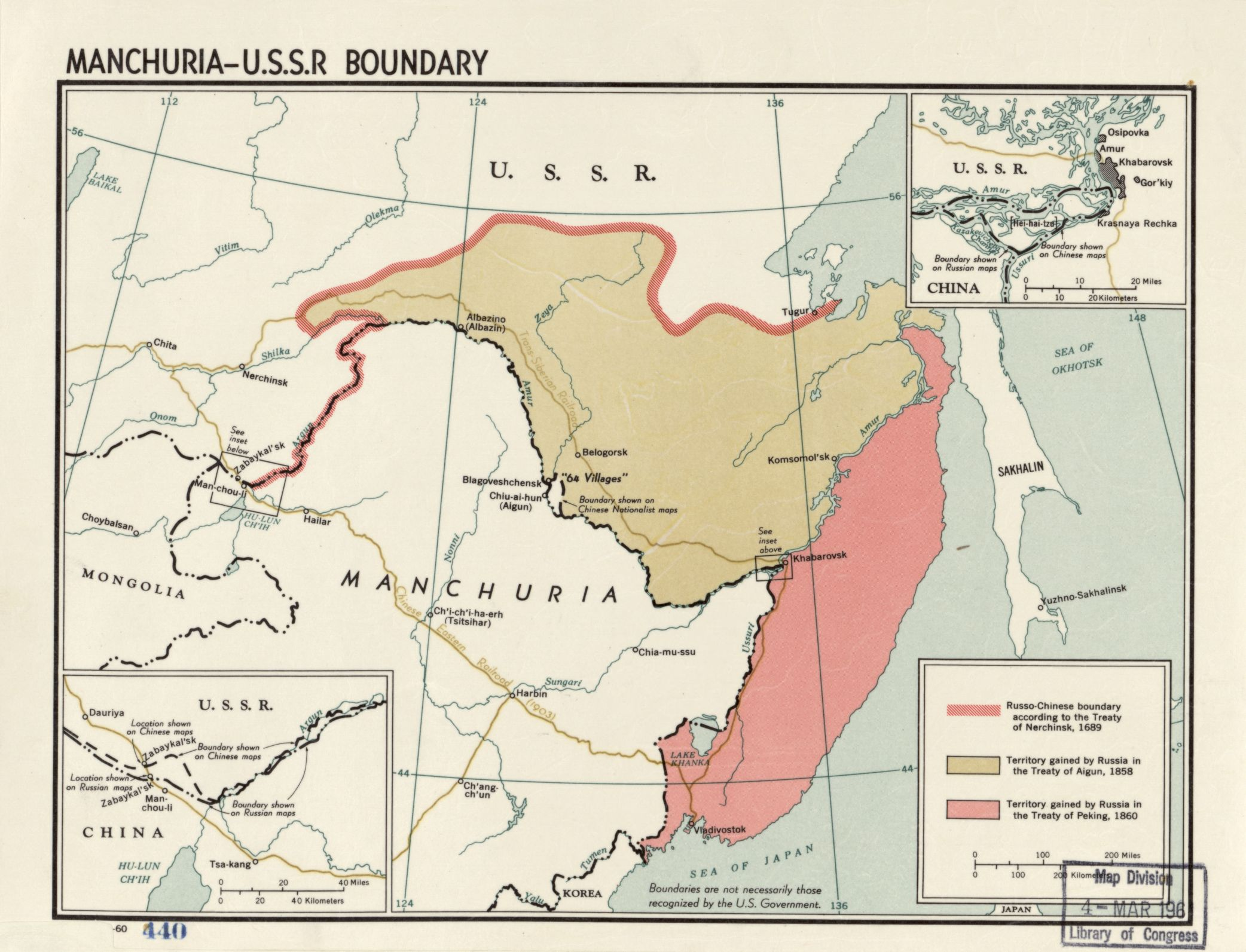
Carte des régions d'Extrême-Orient (colorées) situées en fédération de Russie, qui peuvent illustrer les prétentions territoriales de la Chine sur des territoires actuellement situés en Sibérie, en fédération de Russie.

## Histoire

### XVIIe—XVIIIesiècles
Les premiers contacts, occasionnels et irréguliers, entre les principautés russes et la Chine datent du XIIIe siècle, à l'époque de l'Empire mongol. Au milieu du XVIIe siècle, les troupes russes ont commencé à pénétrer dans la région de l'Amour à la recherche de peuples et de terres qui n'avaient pas encore été étudiés et propices à l'agriculture. À cette époque, ces territoires étaient des principautés vassales de la Dynastie Qing. En 1649-1650, des actions ponctuelles et rapides du détachement d'E. P. Khabarov[Qui ?] permirent de créer un lieu d'hivernage en face de la ville fortifiée d'Albazino. En 1651, le détachement a pris un certain nombre de forteresses daur et duchers (en), y compris Albanizo. Ces actions de l'unité russe conduisent à l'éclatement d'affrontements armés entre les Cosaques russes et les divisions mandchoues.
En 1657, les Mandchous créent des chantiers navals dans la colonie de Jilin pour la construction d'une flotte fluviale. À ce sujet, il faut signaler que cette ville était jadis appelée Tchuanchang (littéralement chantiers). En 1658, le développement de leurs forces permet aux Mandchous de vaincre les détachements de Onufriy Stepanov dans l'embouchure de la rivière Songhua et d'évincer les Russes du bassin de l'Amour durant les deux années qui suivent.
Durant les années qui suivent, la Russie poursuit ses tentatives de normalisations de ses relations avec la Chine. En 1675, une ambassade considérable est envoyée de Moscou à Pékin sous la direction de Nicolae Milescu. Cette ambassade dénommée ambassade Spathari, du surnom donné à Milescu, n'est pas en mesure d'arriver au moindre résultat positif, malgré sa présence à Pékin durant une année entière. L'empereur présente même un ultimatum aux Russes au terme duquel la Chine refusera de recevoir les ambassadeurs russes aussi longtemps que les Russes n'auront pas quitté le Kraï de l'Amour.
Après une lutte féroce pour la forteresse d'Albazino en 1685, la Dynastie Qing conclut avec la Russie, le 27 août 1689, le Traité de Nertchinsk. Le traité a été appliqué pendant 150 ans et règlemente le commerce entre les sujets des deux parties, l'extradition des criminels, les conflits frontaliers. Selon l'article 3 du traité, la ville russe d'Albazino est rasée, et, en échange, un serment est donné par les Chinois de ne pas peupler les terres voisines de la ville, ce qui représente une limitation de la souveraineté chinoise sur la rive gauche de l'Amour.
Ce traité règlemente la frontière le long des fleuves Amazar et Tchiornaïa et reconnait la neutralité de la bande de terre au nord de l'Amour. Mais, en raison de l'ambiguïté de repères, de l'absence de ligne de démarcation et de cartes, il ne satisfait pas les intérêts des parties.

### XIXesiècle

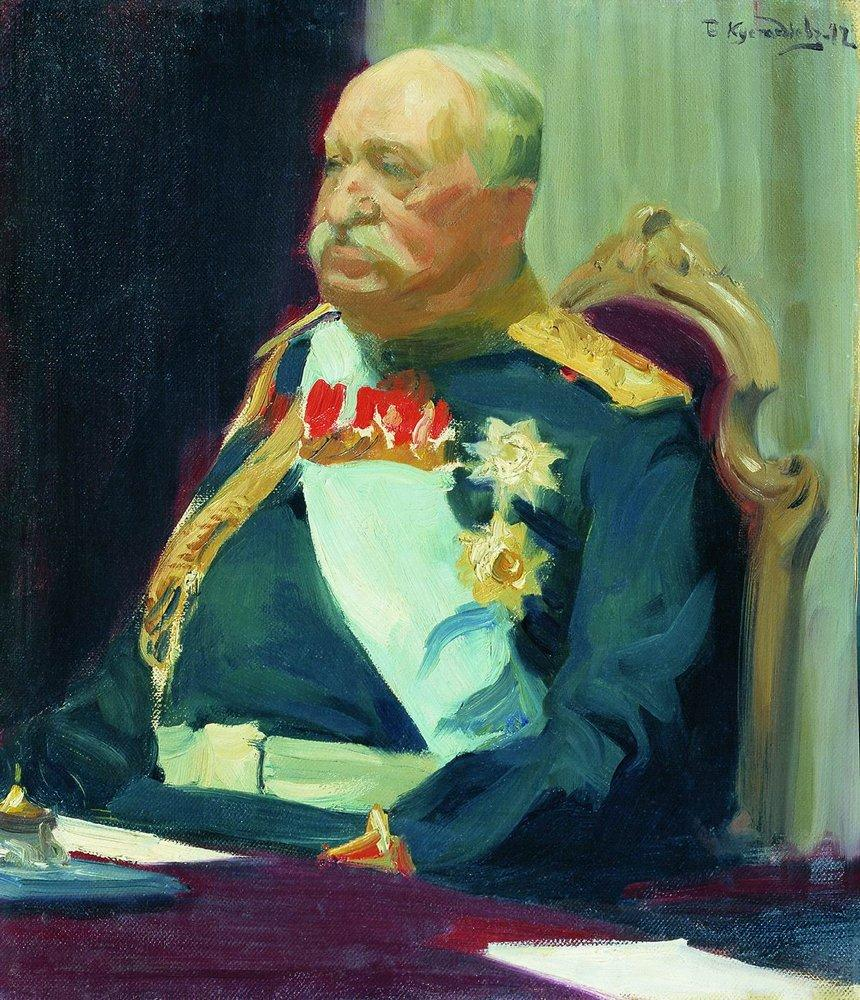
Le comte Nikolaï Pavlovitch Ignatiev par Boris Koustodiev, signataire de la convention.

Le 16 mai 1858 est signé le Traité d'Aigun, qui fixe le passage de la frontière russo-chinoise. Il détermine que la rive gauche de l'Amour, depuis la rivière Argoun jusqu'à l'embouchure, est annexée et désormais un territoire russe, tandis que le Kraï de l'Oussouri, depuis le confluent de la rivière Oussouri dans l'Amour (près de Khabarovsk) jusqu'à la mer, demeure possession commune — jusqu'à la fixation définitive de la frontière. La navigation sur l'Amour, le Songhua et l'Oussouri n'est autorisée qu'aux bateaux chinois et russes et interdite à tout autre bâtiment. Par la suite, en 1860, le traité est confirmé et considérablement élargi par la convention de Pékin. À partir de cette époque, le pouvoir mandchou a ouvert la Mandchourie aux migrants du sud, à qui elle leur était jusqu'alors fermée.
Pour conclure un traité qui définirait le statut du kraï de l'Oussouri, la Russie envoie à Pékin une mission spéciale à la tête de laquelle est placé le comte Nikolaï Pavlovitch Ignatiev. La Chine se trouvant à ce moment préoccupée par la seconde guerre de l'opium, elle se voit obligée de faire des concessions, et c'est ainsi que le 2 novembre 1860 (le 14 selon le calendrier grégorien), la Convention de Pékin est signée par les deux parties en présence. En 1861, un protocole est ajouté au traité de Tianjin, qui porte sur l'échange de cartes et la description des délimitations des frontières ajoutées. La frontière est indiquée par un trait rouge (dans la littérature on parle de la ligne rouge) le long de la rive chinoise de l'Amour, de l'Oussouri et du canal de Kazakevitch. Il en résulte que toutes les rivières citées appartiennent à la Russie.

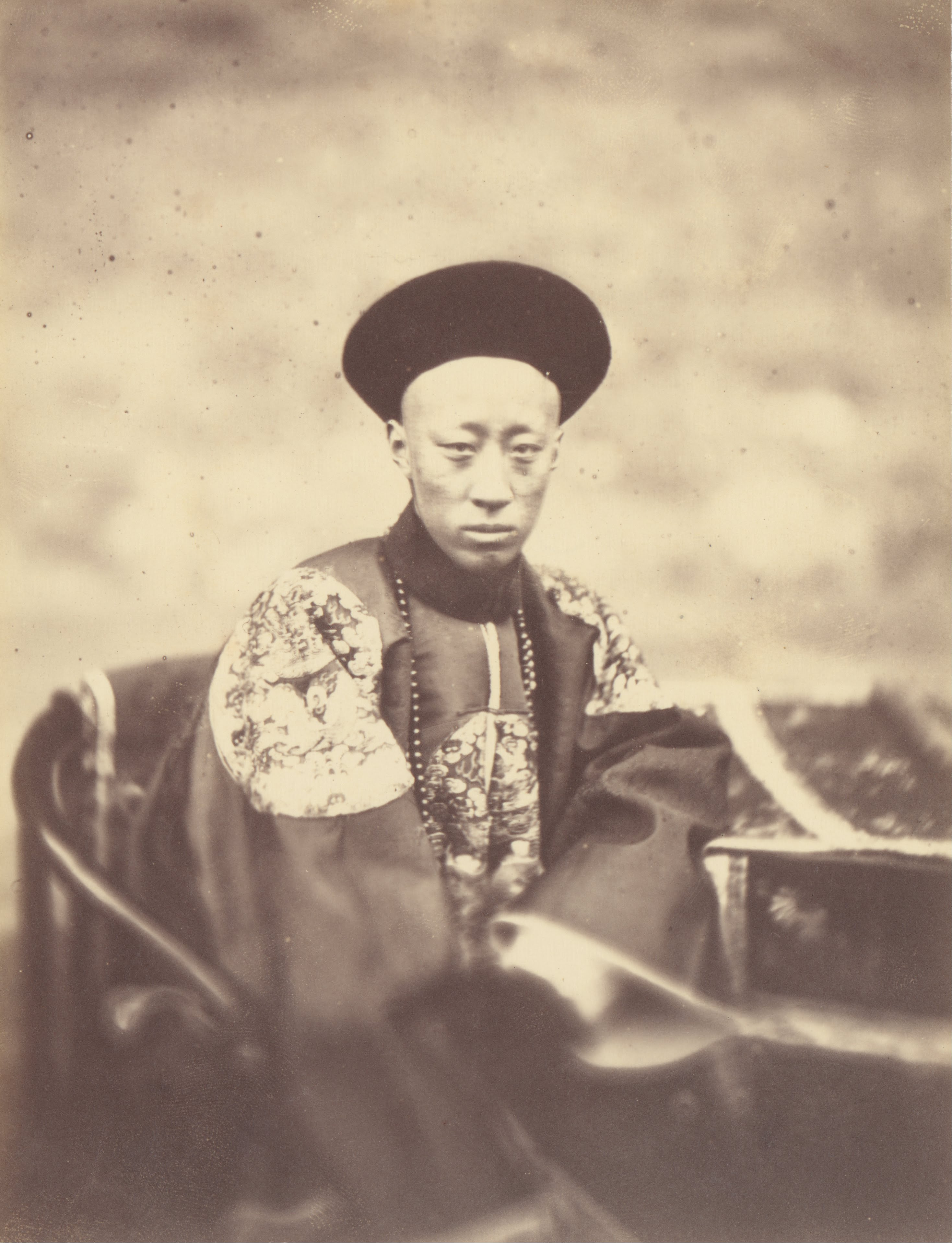
Le Prince Gong, frère de l'empereur de Chine Xianfeng, signataire de la Convention de Pékin.

Après 1861, la plupart des terres du kraï appartenaient à l'État[Qui ?]. 600 000 acres étaient propriété collective des paysans, tandis que ceux-ci ne possédaient seulement que 1 276 acres en propriété personnelle. L'ensemble de la communauté des citoyens étrangers possédait en tout 31 000 acres. C'était un système économique de type semi-féodal où les paysans ne possédaient à titre personnel que 0,2 %, pour 3 300 familles russes, 2 732 familles coréennes et 1 078 familles chinoises.
À la fin du XIXe siècle, la population du kraï du Primorié n'était pas très élevée. En 1890, le chiffre s'élève à 103 330 habitants (sans tenir compte des unités militaires), dont seulement 41,9 % de Russes et 16,6 % d'étrangers ayant reçu la nationalité russe. Le reste de la population représente 42 % (parmi lesquels les Coréens 13 % ; les Chinois 6 % ; les Japonais 0,4 % et des apatrides 0,5 %).
En dix ans, de 1890 à 1900, la population du kraï du Primorié a sensiblement augmenté, passant à 171 650 habitants, parmi lesquels les Russes ont vu leur pourcentage passer à 59,6 %, et même à 75,6 %, si l'on tient compte des étrangers ayant obtenu la nationalité russe. Quant à la diaspora chinoise, elle a vu sa proportion passer de 6 % à 14 %. Mais, en termes absolus, elle a vu son nombre d'habitants multiplié par six.
Ce qui caractérisait l'immigration asiatique, c'est que, sur base de diasporas chinoises et coréennes en nombre égal, les Chinois restaient en masse sujets de l'empire du Milieu, alors que les Coréens (qui risquaient la peine de mort dans leur pays pour avoir émigré), acceptaient de recevoir la nationalité russe et de se convertir à l'orthodoxie.
Si la coopération conjointe des Russes et de la diaspora asiatique a permis l'échange d'expériences dans la culture de produits asiatiques (le riz, le soja, etc.), et encore dans la compétence piscicole, cette immigration a eu plutôt des effets négatifs pour le développement de ces régions. En effet, la concurrence asiatique a réduit la part des Russes sur le marché du travail. Par ailleurs, la consommation mensuelle du travailleur russe s'élevait à l'époque à 23 roubles alors qu'elle n'était que de 18 roubles pour les Coréens et de 8 roubles pour les Chinois. C'est ainsi que chaque année, 6 millions de roubles sortaient de ces régions pour l'étranger. Mais de plus, l'Extrême-Orient était moins peuplé et donc plus difficile à défendre, plus la part de la population d'origine asiatique grandissait.[pas clair]

### XXesiècle
Dès avant 1917, il existait en Russie une diaspora chinoise importante en nombre, qui a joué un grand rôle dans le développement économique de l'Est du pays. Elle a attiré l'attention sur elle et en règle générale l'intérêt qui leur était porté n'était pas toujours bienveillant de la part de la communauté russe et a été l'objet d'une politique plutôt contradictoire de la part des autorités.
On estime que, en moyenne, entre 1906 et 1910, chaque année, 150 000 Chinois sont entrés légalement et illégalement sur le territoire de l'Empire russe. En 1910 cependant, il y a eu une diminution de leur nombre liée à la mise en place d'une politique destinée à limiter l'activité des immigrés chinois dans la région du fleuve Amour, et en particulier à la mise en vigueur de la loi du 21 juin 1910 qui interdit le travail des travailleurs étrangers dans des secteurs liés à l'État.
Sous le régime soviétique, la diaspora a été éliminée et le problème des relations avec le peuple chinois a cessé d'intéresser la majorité des habitants de l'URSS.
Une nouvelle vague d'immigration s'est produite en 1982, lorsque Hu Yaobang se rend à Harbin, et approuve la reprise des relations commerciales transfrontalières. Cette vague atteint son apogée en 1988, après la signature d'un accord sur le tourisme entre la Chine et l'Union soviétique.

### XXIesiècle
Selon les données officielles, en 2002, 14 300 Chinois vivaient dans les districts fédéraux de Sibérie et d'Extrême-Orient. Mais, selon l'historien V. Diatlov, leur nombre est estimé entre quelques centaines de mille et deux millions de personnes.
En évaluant les problèmes démographiques potentiels qui peuvent se développer lorsque le nombre de Chinois augmente en fédération de Russie, le politologue Alexandre Khramtchikine recommande de prendre en compte le fait que le gouvernement de la Chine a déjà l'expérience d'une offensive démographique réussie dans le Xinjiang, région qui a connu des troubles en 2008. En 1953, la proportion de Chinois y était de 5 % et elle a grimpé à 40 %. Lors de l'évaluation du nombre de Chinois en fédération de Russie, il n'est pas tenu compte de ceux qui passent la frontière entre le Kazakhstan et la fédération de Russie de manière illégale. La frontière entre la fédération de Russie et le Kazakhstan n'est pratiquement pas contrôlée ; et parmi les Chinois migrant au Kazakhstan, seuls 5 % se trouvent dans les liens d'un contrat de travail régulier.
La migration des Chinois vers la fédération de Russie est bénéfique pour le gouvernement de la Chine qui la stimule, la soutient et l'organise. Le président de l'académie des sciences sociales de la province d'Heilongjiang estime que la Russie a besoin de millions de travailleurs chinois et qu'il faut que des mesures soient prises en fédération de Russie pour que l'opinion publique soit prête à la mise en œuvre d'une telle migration. Selon des informations non confirmées, le gouvernement chinois verserait des primes à ses migrants vers la Russie.
Les activités économiques des Chinois provoquent des inconvénients économiques et naturels importants pour la Russie. Seule une partie de l'argent gagné en Russie retourne de manière légale en Chine, mais on estime que près de la moitié y retourne par d'autres voies (par exemple, par le commerce transfrontalier). Avec cet argent, les Chinois achètent du bois, des métaux non-ferreux etc... puis des intermédiaires commerciaux les transportent en Chine.
La Chine est par ailleurs le premier fournisseur de stupéfiants dans le Primorié.

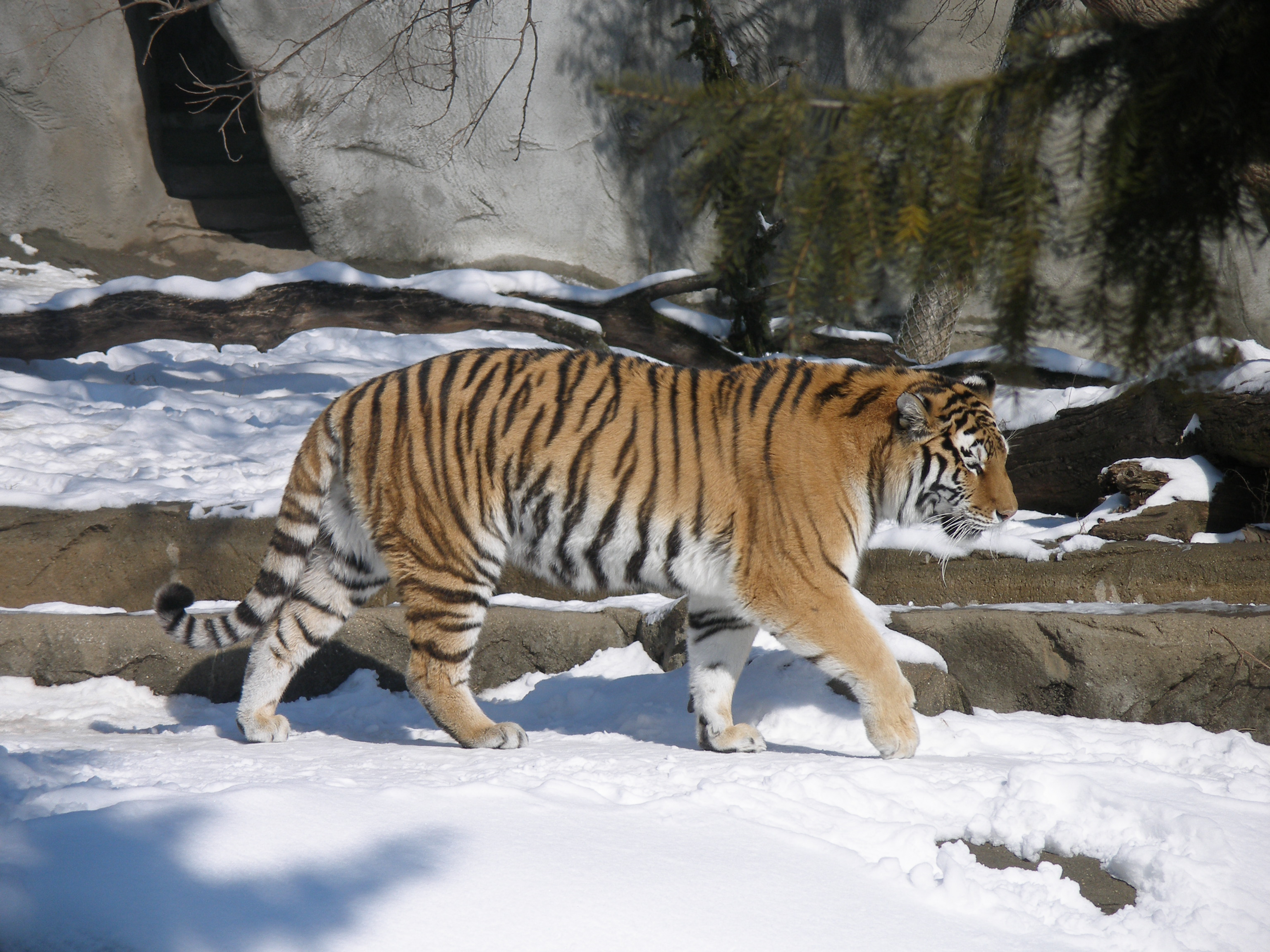
Tigre de Sibérie.

Dans le Primorié, 1,5 million de mètres cubes de bois sont récoltés (illégalement) chaque année. Cela provoque des inquiétudes de la part du Fonds mondial pour la nature. Pour certains, sur base de dizaines d'années d'observation et du suivi de la situation, le volume d'abattage dépasse largement celui qui est permis et déclaré. En 20 ans d'exploitation forestière illégale, la destruction de bois de valeur pour le commerce, qui ne sera pas récupéré dans un avenir prévisible, a privé les peuples autochtones de l'Extrême-Orient russe de sources de revenus pour leur existence. Les dernières zones d'habitat du tigre de Sibérie sont détruites ; les zones de protection de l'eau et des forêts sont réduites, de même pour la protection du pignon de pin, et encore les zones de pêche dans la région de la Bikine (zones incluses dans la liste du patrimoine mondial en Russie et dans la liste du patrimoine culturel de l'Unesco). Une partie du bois abattu, présentant une valeur commerciale peu élevée, est abandonnée sur place dans les tailles et peut tomber dans les rivières lors des grandes crues du printemps. En même temps, on discute de la question de l'installation en fédération de Russie de l'industrie papetière chinoise, dangereuse pour l'environnement .

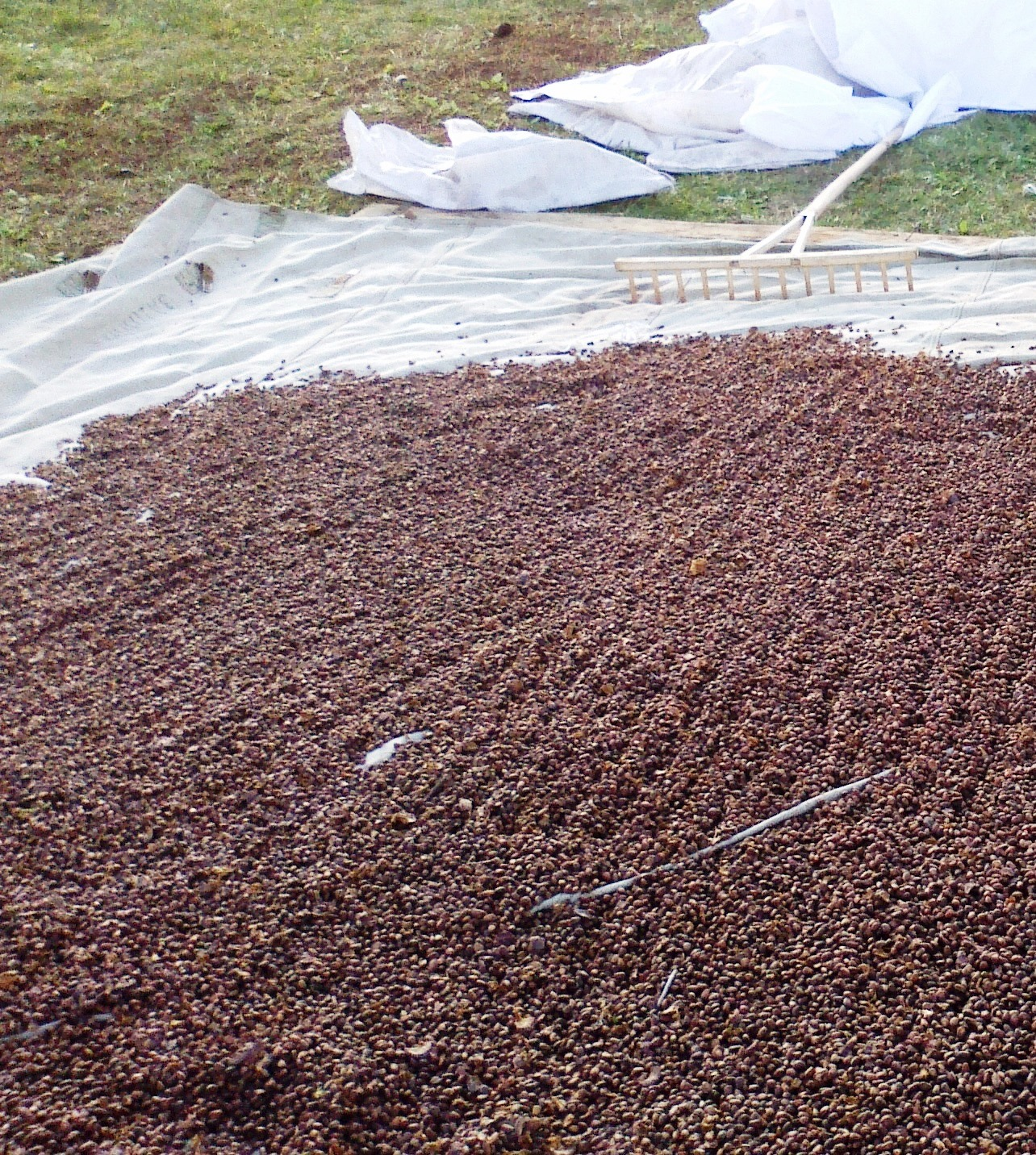
Séchage de pignons de pin.

En 2018, 2 millions d'hectares de terres situées dans l'oblast de Tomsk ont été donnés en location à la société chinoise ZAO Roskitinvest.

Les scieries et les entrepôts appartenant aux Chinois jouent un rôle clé dans la propagation de l'exploitation forestière illégale. Dans ce domaine, les triades chinoises ne sont pas les dernières à jouer un rôle. Seules les protestations menées avec l'énergie du désespoir par les habitants locaux ont permis d'interdire l'abattage du pin de Sibérie ou l'abattage de forêts dans l'Altaï. Le gouvernement russe n'a pas relevé les droits à l'exportation de bois non transformé vers la Chine et cela a mis en péril l'existence d'entreprise de transformation de bois locales. Les consommateurs de produits en bout de chaîne, principalement aux États-Unis et dans l'Union européenne, ne sont même pas conscients d'acheter des produits finis chinois réalisés à partir de bois abattu illégalement. Les médias russes relayent régulièrement des tentatives de faire passer certains produits en fraude vers la Chine. Des tentatives de contrebande portant sur des pignons de pins sont ainsi déjouées. En ce qui concerne le panax ou ginseng, on relève également du trafic intrafrontalier.

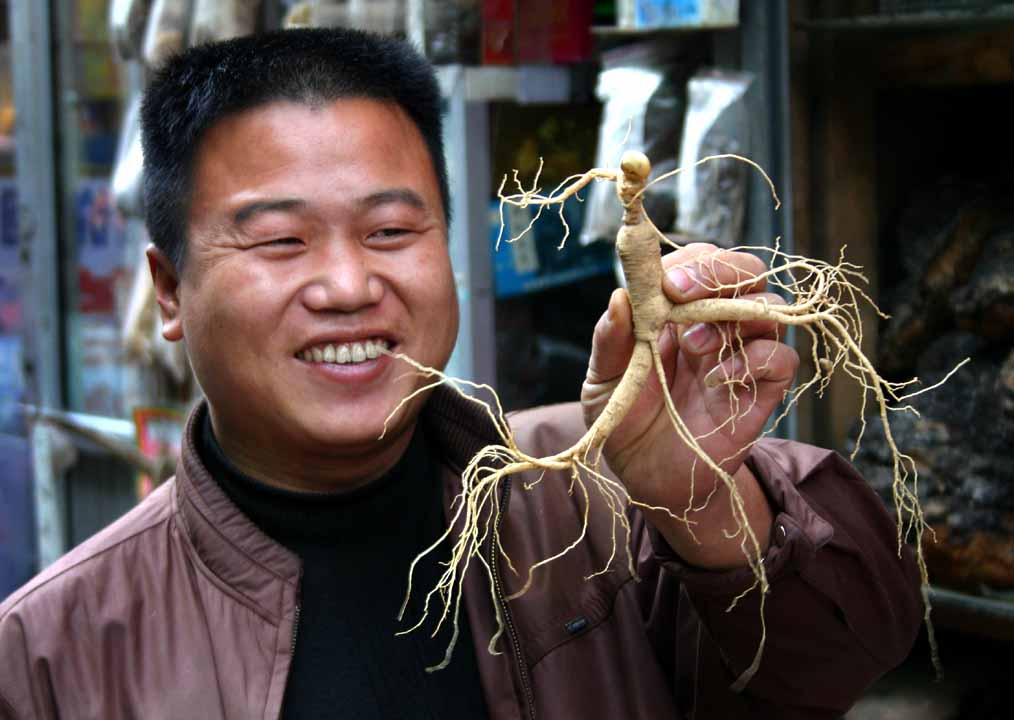
Ginseng en Chine.

Le braconnage (combiné à la destruction de la taïga par des prélèvements de bois excessifs) contribue à la réduction de l'effectif d'espèces animales rares comme le tigre de Sibérie ou le léopard de l'Amour. Ceux-ci entrent dans les circuits de la contrebande sous la forme de toutes sortes de produits dérivés La bile d'ours provenant de l'ours brun de Sibérie est réputé en Chine et dans les pays du Pourtour du Pacifique. Elle fait également partie des produits ciblés par les douanes et les contrebandiers. Des tentatives ont lieu pour exporter illégalement des crabes.
Leur insuffisance en terres arables incite les Chinois à en chercher en dehors de la Chine, et leurs aspirations sont soutenues par leur gouvernement. Un programme gouvernemental est développé qui vise à encourager les fermiers qui achètent des terres arables à l'étranger, et la Russie est en première ligne. Les fermiers chinois diffèrent des fermiers russes non seulement par leur amour du travail[non neutre] et leur moindre propension à l'alcoolisme, mais aussi parce qu'ils utilisent des produits chimiques qui provoquent des dommages graves et irréversibles au sol et à la nature, et mènent à des catastrophes écologiques qui provoquent régulièrement le mécontentement des populations russes,. Après l'adoption de la nouvelle législation (appelée TOR) dans le Primorié, ce sont 200 nouvelles entreprises agricoles aux capitaux provenant de Chine qui y sont actives, et les exportations agricoles vers la Chine ont doublé, le chiffre d'affaires dépassant désormais 4 milliards de yuans.
Il arrive aussi que surviennent des conflits ponctuels entre les touristes venant de Chine et la population locale en Russie, comme cette prise d'assaut d'un ferry par des touristes chinois sur le lac Baïkal.
Le gouvernement de la fédération de Russie a signé un accord avec la république populaire de Chine pour la construction d'une ligne ferroviaire entre Moscou et Pékin (ligne à grande vitesse Moscou-Pékin). Les travaux commenceront par la ligne LGV Moscou-Kazan et débuteront en avril 2018 (en principe). Dans la mise en œuvre du projet, la Russie a accepté une condition clé : que la ligne soit construite avec des équipements et de l'ingénierie chinoise.

## Perception russe
Actuellement, une partie significative de la population de la Russie éprouve la crainte de voir la Sibérie colonisée par les Chinois d'une manière lente, mais massive. Souvent, les Russes expriment l'opinion selon laquelle cela peut avoir des conséquences négatives pour la fédération de Russie — notamment parce que, dans les années qui viendront, le nombre de Chinois en Sibérie pourrait dépasser celui de la population slave, ce qui pourrait mener à un séparatisme de la Sibérie au profit de la Chine,. Pour certains experts et certaines organisations politiques, ceci est perçu comme une menace réelle pour le maintien de l'Extrême-Orient dans le cadre et au sein de la fédération de Russie.
- Actuellement, la Chine poursuit son expansion économique sur notre territoire. Sans guerre, parce que pourquoi se battre si on peut tout acheter avec l'argent. Et c'est ce que font les Chinois. Cela signifie qu'il nous est impossible de prendre cet argent, disent les Russes.
Une affirmation est répandue en Russie, selon laquelle les manuels de géographie et d'histoire chinois contiennent des cartes sur lesquels l'Extrême-Orient russe est présenté comme faisant partie de la Chine. Selon le politologue russe et président de l'Institut d'évaluation stratégique Alexandre Konovalov, la Sibérie et l'Extrême-Orient sont souvent coloriés, dans les manuels scolaires, de la même manière que la Chine elle-même. « La Chine est un sérieux problème en puissance pour la Russie », selon les experts.[style à revoir]
Selon le vice-recteur de l'Académie diplomatique du ministère russe des Affaires étrangères, Evgueni Bajanov :

« …les Chinois considèrent, et continuent de croire, ils peuvent le lire dans leurs manuels, qu'à partir du lac Baïkal et jusqu'à l'Est, ils se trouvent dans la sphère d'influence de la Chine et que ce n'est que tardivement que ces territoires sont devenus russes »

Le 23 septembre 2009, un programme de coopération entre les régions orientales de la Russie et celles du Nord-Est de la Chine a été signé par les présidents de Russie et de Chine pour la période 2009-2018. Ce programme prévoit que la Chine construira des entreprises sur le territoire de la Sibérie. Selon plusieurs médias, cette construction d'entreprises s'accompagnera du peuplement de la Sibérie par des travailleurs chinois.
Selon le sociologue I. A. Romanov, les problèmes les plus pointus dans la partie asiatique de la Russie sont ceux relatifs à la démographie et à la sécurité sociale. Un reflux de population russe se dessine de la part de la population en âge de procréer du fait de l'absence de perspectives et des conditions sévères du travail dues au climat rigoureux. Ce sont les citoyens à l'âge de la retraite ou prépensionnés qui restent en Sibérie. La société russe a perdu ses lignes directrices et ses valeurs et se trouve à un stade de dégradation de ses valeurs. L'indice du potentiel de développement humain se trouve à un niveau bas. Les problèmes liés à l'alcoolisme et à la toxicomanie sont extrêmement répandus. Le nombre de maladies dont les origines sont les conditions sociales augmente. Il résulte de ces phénomènes un faible développement économique de la région, une utilisation inefficace et obsolète des ressources naturelles, un symptôme fréquent de déresponsabilisation par rapport à sa terre et son travail, une multiplication des contrats de travail temporaire.
Le vice-président du centre de technologie politique Sergueï Mikheev, en s'exprimant à propos de la menace chinoise, signale que si la migration se poursuit au même rythme, le nombre de Chinois atteindra un chiffre tel qu'ils voudront bientôt obtenir une représentation dans les organes du pouvoir. Le résultat pour la Russie sera l'obligation dans sa politique intérieure de tenir compte des intérêts de la Chine, ce qui signifie qu'elle perdra une partie de sa souveraineté.
Dans ce contexte, les migrants chinois font preuve d'une plus grande estime d'eux-même ainsi que d'un sentiment de supériorité par rapport à la population locale. Peu à peu, la situation devient telle que la dépendance économique vis-à-vis des producteurs chinois et la perte des valeurs patriotiques par les Russes peuvent conduire à une catastrophe géopolitique de la Russie dans la région du pourtour de l'océan Pacifique.
Selon l'opinion de Steve Blank[Qui ?], tous ces phénomènes se sont aggravés du fait de la situation économique du pays : « Les échecs économiques et politiques de la Russie ont ruiné son ambition d'être un État stable et une grande puissance en Asie et sa capacité même de jouer ce rôle... Si ces tendances se maintiennent sous la forme actuelle, la Russie deviendra un partenaire mineur de la Chine et un fournisseur de matières premières plutôt qu'une puissance indépendante en Asie ».
Voici comment le politologue et sociologue américain Zbigniew Brzeziński voit les problèmes :

« Si un espace est vide, demandez-vous combien de temps il restera vide ? Regardez la carte et comparez la taille de l'Asie russe et celle de l'Asie non-russe. La partie russe est aussi grande que le reste de l'Asie. Et par combien d'habitants est-elle habitée ? En tout par 35 millions de personnes contre 3,5 à 4 milliards pour le reste de l'Asie. C'est là qu'on trouve la puissante Chine avec ses villes et ses voies de communication modernes, comme en Amérique. C'est là que se développe l'Inde, et un Iran prometteur. Si la Russie peut attirer dans son Extrême-Orient et en Sibérie les investissements et les habitants, y envoyer un flux migratoire, alors elle aura un avenir. Vous avez, Russes, des gens de talents, un sentiment puissant d'identité nationale, mais vous gardez des schémas dépassés qui vous isolent et créent une situation, où tout vos voisins n'aiment pas la Russie et en ont peur. »

Brzeziński affirme que s'il y a quelques centaines d'années, la Russie était plus forte que la Chine, aujourd'hui, la situation est radicalement modifiée : « La puissance économique de la Chine associée à l'énergie dynamique de sa population de 1,2 milliard d'habitants modifie de manière sensible les comparaisons entre les deux régions avec ces zones inhabitées de Sibérie qui appellent presque un développement chinois ».
Le politologue américain Pat Buchanan arrive à des conclusions similaires dans son livre Mort de l'Occident.

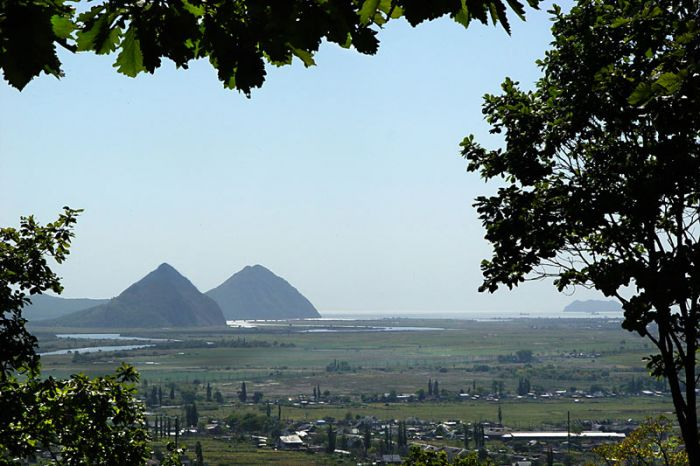
Le port de Nakhodka dans le kraï de Primorié.

Le président Vladimir Poutine déclare à propos de l'immigration chinoise : « Si dans un proche avenir nous ne faisons pas de pas en avant pour le développement de l'Extrême-Orient, dans quelques décennies, la population russe parlera chinois, japonais et coréen ».
Le nombre exact de Chinois en Russie est un sujet controversé. Selon le recensement de 2002 en Russie, il n'y  avait que 34 500 habitants en Russie (citoyens russes et étrangers) qui s'identifient comme étant des Chinois ethniques. Parmi ceux-ci, la moitié vit dans la partie occidentale de la Russie et surtout à Moscou. Selon l'opinion de nombreux démographes russes, les données du recensement peuvent être sous-estimées, et il faut supposer que la réalité varie entre 200 000 et 400 000, ou même 500 000 personnes.
Janna Zaïonkovskaïa, directrice du laboratoire des migrations de populations de l'institut national d'économie de l'Académie des sciences, cite en 2004 le chiffre de 400 000 Chinois (touristes, de passage et habitants permanents). En six mois, en 2017, 180 000 Chinois sont entrés dans la Kraï du Primorié.

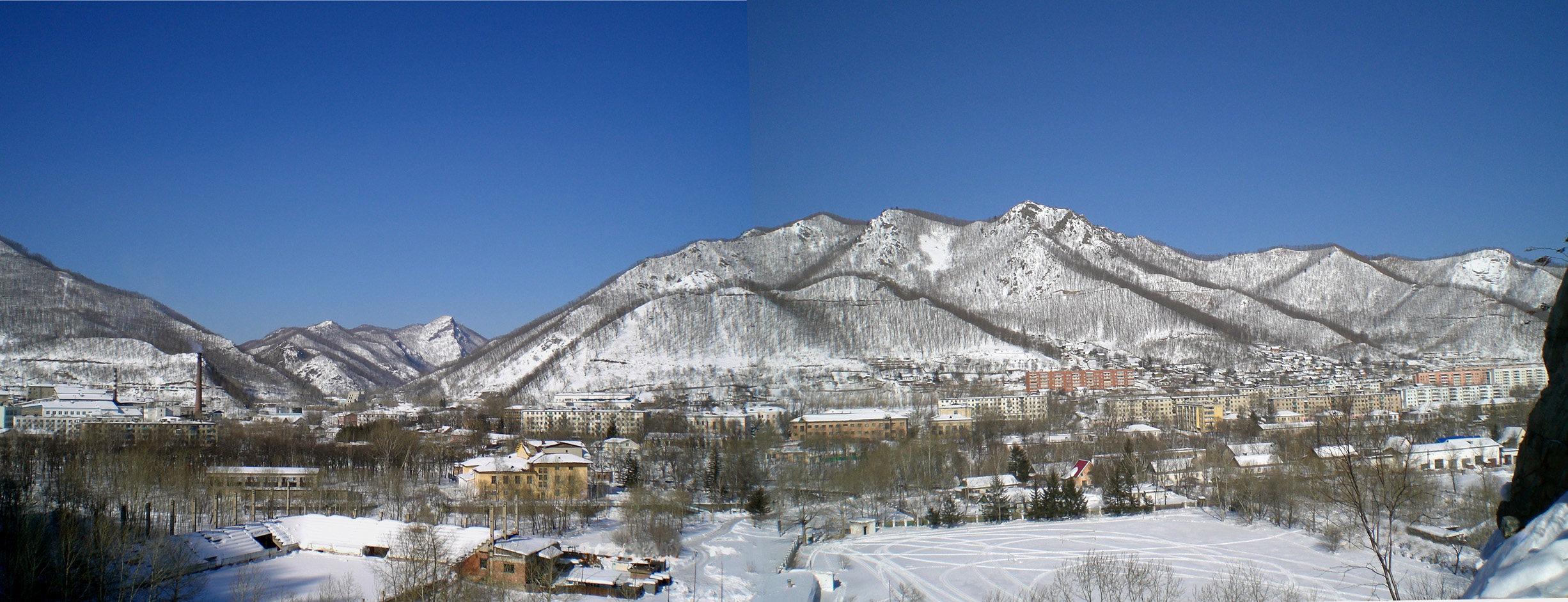
Dalnegorsk dans le Primorié.

### Point de vue alternatif
Plusieurs auteurs expriment des opinions différentes et considèrent qu'il faut rejeter les idées provoquées par la peur de la migration des Chinois en fédération de Russie, car ces migrations auraient une influence positive sur l'économie et le développement du pays. Le président de l'académie des sciences sociales de la province nord-orientale du Heilongjiang Tsiouï Veï considère que :

« La Russie n'a pas besoin de dizaines ou de centaines de mille de travailleurs chinois, mais de millions ... Il faut que le gouvernement russe mette à l'ordre du jour la question de l'encouragement de l'arrivée de Chinois et de leur force de travail sur le marché russe en créant « un courant favorable dans l'opinion publique ». »

Selon le sinologue, écrivain et traducteur Vladimir Maliavine, à propos des travailleurs migrants chinois :

« Notre but, bien entendu, est qu'ils travaillent pour la Russie et non pour la Chine. Qu'ils travaillent dans leurs jardins et vendent leur production chez nous en Russie et qu'ils n'organisent pas chez nous leurs structures de gangsters et renvoient chez eux tous leurs capitaux. Et que les grenouilles  ne soient plus abattues dans la région de l'Oussouri et transportées par sacs en Chine au détriment de la Russie,. »

Selon le principal journal chinois Le Quotidien du Peuple, le mythe de la menace chinoise est artificiel et délibérément exagéré par les médias russes. Ce même journal reprend les propos du spécialiste russe Valeri Tichkov, collaborateur de l'Académie des sciences de Russie (Institut de l'Extrême-Orient auprès de cette académie), qui remettent en doute la menace de l'expansion chinoise. Ainsi, selon le directeur de l'institut d'ethnographie et d'anthropologie auprès de l'Académie des Sciences Valeri Tichkov :

« Aujourd'hui, il existe deux attitudes extrêmes par rapport aux immigrants provenant de Chine : d'un côté, les immigrants chinois apportent beaucoup pour le développement de l'économie locale. De l'autre, le mythe de la menace que représentent ces immigrants se répand, ce qui occasionne de graves dommages aux relations entre les deux pays…. »

Le directeur adjoint de l'institut d'Extrême-Orient (près de l'Académie des Sciences), A. Ostrovski, considère que :

« La menace représentée par les immigrants chinois est un fantasme maladif de petits journalistes, à qui il plait d'effrayer le peuple russe. »

Hermann Doudtchenko, spécialiste de l'Institut d'histoire, d'archéologie et d'ethnographie des peuples d'Extrême-Orient, considère que, dans l'évaluation de la situation démographique en Russie et en Chine, l'inégalité est fortement exagérée en tant que résultante de cette menace[pas clair].
De même, Tszianine Tchjoï, analysant les atteintes aux intérêts de la Russie dans les relations entre les deux pays, reprend les propos de Youri Galenovitch, le spécialiste sinologue dans son ouvrage Russie-Chine-Amérique, de la rivalité à l'harmonie des intérêts), dans lequel l'auteur, sans avoir construit une argumentation, conclut que, malgré l'existence de quelques problèmes mineurs, le partenariat stratégique a de bonnes perspectives. Quant à la question de l'expansion démographique, elle n'est même pas abordée dans l'article.

## Question à propos de la migration de Chinois vers l'Extrême-Orient russe
Les Chinois qui viennent en Russie le font dans le cadre d'accords entre la fédération de Russie et les autorités des villes du Nord-Est de la Chine. La migration massive a commencé en 1992, après la signature d'accords sur l'entrée sans visas dans les villes frontalières. La majorité des immigrés chinois provient des régions limitrophes de la province de Heilongjiang. Selon les sondages réalisés en 2005, dans les villes de Vladivostok, d'Oussouriisk, de Blagovechtchensk et de Zabaïkalsk, ce sont 80 % des immigrants qui sont originaires de Chine. Les hommes sont les plus nombreux, leur âge varie entre 20 et 50 ans et leurs revenus sont faibles.

La province de Heilongjiang.

En 2004, 335 000 citoyens chinois ont franchi la frontière sino-russe. Parmi ceux-ci, une partie a échappé à l'enregistrement, certains sont partis vers d'autres régions de la Russie, une partie n'y est restée que pour une période de moins de 72 heures.
L'écrasante majorité des Chinois est engagée dans des entreprises individuelles ou travaille dans des entreprises chinoises. Selon les données du Bureau des affaires de migration du ministère russe de l'Intérieur, la plupart travaillent dans la construction (23,7 %), l'industrie (18,2 %), l'agriculture (6,3 %), et le commerce en général (9 %).
Compte tenu des différences ethniques, culturelles et sociales entre les deux pays, les populations d'Extrême-Orient russe et du Nord-Est de la Chine sont très contrastées et diffèrent dans de multiples domaines : langue, culture, Modèle:Quoi?, principes de civilisation, expérience historique de développement etc... ce qui crée des obstacles à l'immigration plutôt que des stimuli. Selon l'opinion d'une série d'experts responsables, la « différence entre les potentiels démographiques des deux pays » peut conduire à de sérieux problèmes géopolitiques pour l'Extrême-Orient russe,. La déprédation des ressources naturelles par les entreprises agricoles chinoises, l'utilisation de produits chimiques interdits, ou qui dépassent une teneur au-delà de laquelle ils sont nocifs (Benzopyrène, nitrate etc.) provoque l'indignation des résidents locaux. Mais les conflits avec les habitants locaux prennent aussi une connotation ethnique.
La population fait preuve d'une attitude négative lorsqu'il s'agit de voir leurs terres développées par des entrepreneurs chinois, du fait notamment du comportement peu respectueux de l'environnement de ceux-ci,.
En même temps, les médias observent parmi les migrants chinois une détermination de plus en plus forte à faire valoir leur opinion selon laquelle une partie significative du territoire russe d'Extrême-Orient (y compris, par exemple, Vladivostok) a été arrachée à la Chine et doit y retourner (même si ce n'est pas dans l'immédiat). Cette attitude augmente du fait du soutien du gouvernement chinois qui continue à éditer des cartes dans les manuels scolaires dans lesquels l'Extrême-Orient est présenté comme étant « temporairement séparé de la Chine » : « Par le Traité d'Aigun de 1858, la Russie tsariste a enlevé plus de 600 000 km² au territoire chinois. À la suite de la convention de Pékin (1860), elle a repris 400 000 km2 au territoire chinois ; et, à la suite du traité de Saint-Pétersbourg de 1881, et de cinq conventions qui l'ont suivi, la Russie a pris encore plus de 70 000 km² à la Chine... ». Une propagande de ce style peut être utilisée pour préparer l'opinion publique à l'intérieur du pays à des solutions aux problèmes posés par la pénurie de ressources en Chine.

### Les voies de résolution des problèmes
Comme solution à l'ensemble complexe des problèmes démographiques, les experts proposent de poursuivre des politiques protectionnistes par :
- l'activation de la vie économique et sociale de la région ;
- la mise en place d'un contrôle des prix (pour l'électricité, les déplacements) ;
- la fixation de la population âgée russe.

### Loi 473-ФЗ

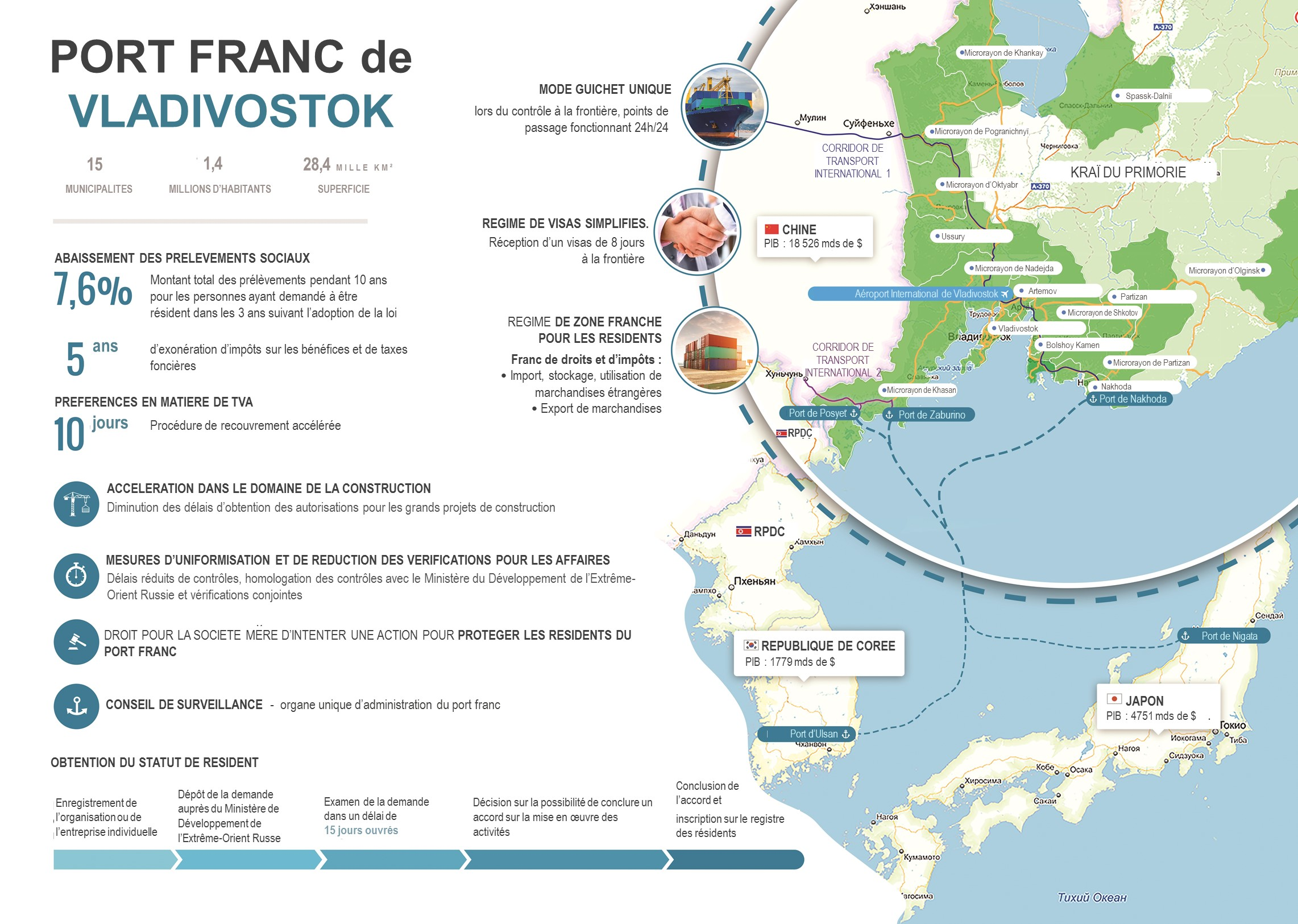
Schéma descriptif du port franc de Vladivostok

Selon Boris Mironov, l'adoption le 29 décembre 2014 de la loi sur le développement prioritaire en fédération de Russie N 473-ФЗ peut influencer considérablement la situation en Extrême-Orient ; ceci du fait que l'adoption de la loi a été accompagnée de changement au Code civil, au Code de l'urbanisme, au Code du Travail, au Code de l'agriculture et au Code forestier. Après l'adoption en 2006 du Code forestier, l'institut de protection des forêts a été supprimé. Le territoire concerné par cette mesure dans le Kraï de Khabarovsk représente une surface de 120 000 hectares. L'ensemble des modifications introduites dans la législation ouvre de larges perspectives de faire des affaires dans la fédération de Russie pour les sociétés étrangères utilisant de la main d'œuvre étrangère ; et la région la plus probable de réalisation des perspectives espérées se situe en Extrême-Orient, à la frontière avec la Chine.
Ainsi, l'article 17 de la loi instaure-t-il un régime juridique spécial pour les entreprises, qui exonère du paiement des droits de douane, des taxes foncières, et des impôts sur la propriété. L'article 28 autorise les sociétés étrangères à demander d'acheter des lots de terres et de biens immobiliers.
L'article 18 de la loi 473-ФЗ oblige l'employeur à se conformer au code du travail de la fédération de Russie qui a été modifié par la loi du 31 décembre 2014 (N 519-ФЗ). Cette modification (article 8в de la loi 519-ФЗ) renvoie au chapitre 55 de l'article 351 du Code du travail :

1. Il n'est pas requis d'obtenir des permis de travail pour attirer et utiliser des travailleurs étrangers ;
2. Les autorisations de travailler pour les citoyens étrangers qui sont employés par un résident du territoire pour le développement socio-économique sont délivrées sans quota fixé d'avance…

Un certain nombre d'autres changements autorisent les sociétés étrangères (gestionnaires) à extraire des minerais en bénéficiant d'un taux zéro d'impôt sur les bénéfices.
Ces modifications législatives peuvent aider à attirer vers les territoires peu peuplés d'Extrême-Orient et de Sibérie des migrants provenant de Chine et accélérer cette migration là où elle se produit déjà. Ceci a suscité une réaction négative, par exemple, de la part de l'association Les Russes ; mais cette organisation a été interdite comme extrémiste en octobre 2015. Boris Mironov considère que l'adoption de telles lois crée les conditions favorables à la mainmise sur les territoires russes de manière pacifique par des Chinois, ce qui peut toutefois, selon Mironov, avoir des conséquences négatives non pas à court mais à long terme.
Le journal The Guardian a rendu publics les projets chinois d'utiliser l'eau du lac Baïkal pour l'approvisionnement de la ville de Lanzhou. Selon l'opinion des représentants de la Chine, de la réalisation de ce projet découleront des avantages pour les deux pays. La Chine pourra résoudre son problème de pénurie d'eau — alors que sa population représente 20 % de la population mondiale, elle n'a accès qu'à 7 % des réserves d'eau mondiales,.

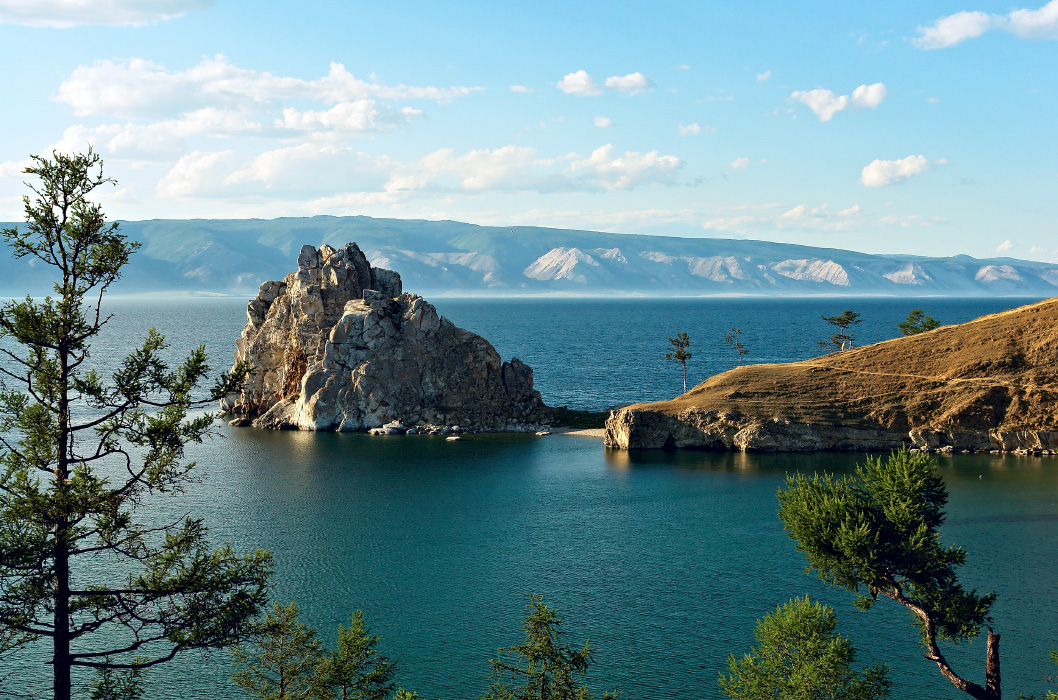
Lac Baïkal, la Chamanka.

Le Fonds de développement de l'Extrême-Orient et la China National Gold Group Corporation (China Gold) envisagent de travailler ensemble à l'extraction d'or en Extrême-Orient russe. 90 % du capital du fond sera chinois. Les réserves d'or en Extrême-Orient russe représentent environ la moitié de l'ensemble des réserves de la fédération de Russie en octobre 2017. Le gouvernement russe a adopté un projet d'accord autorisant la société China National Gold Group Hong Kong Limited (Hong Kong) à acquérir entre 60 et 70 pour cent des actions de la société d'exploitation minière Les clés du Nord (Западная Ключи[réf. nécessaire]). Les réserves d'or sont estimées à plus de 70 tonnes.
L'une des conséquences de l'adoption de la loi 473-ФЗ est la création d'une zone spéciale dans le port franc de Vladivostok par la loi fédérale № 212-ФЗ, entrée en vigueur le 12 octobre 2015, pour tenter d'étendre son champ d'application à la base navale de Vilioutchinsk ; ainsi qu'au port de Petropavlovsk-Kamtchatski) et à l'aéroport de Petropavlovsk-Kamtchatski (aéroport Elisovo) au Kamtchatka ; aux ports de Vanino, De-Kastri, Nikolaïevsk-sur-Amour, Okhotsk et Savietskaïa-Gavane dans le kraï de Khabarovsk ; et encore aux ports de Beringovski, Pevek, Providentia et Egvekinot en Tchoukotka ; tout comme aux ports maritimes de l'Oblast de Sakhaline, aux complexes de Korsakov, Nevelski et Kholmsk ; et enfin à une partie du raïon de Lazovski dans le kraï de Primorié.

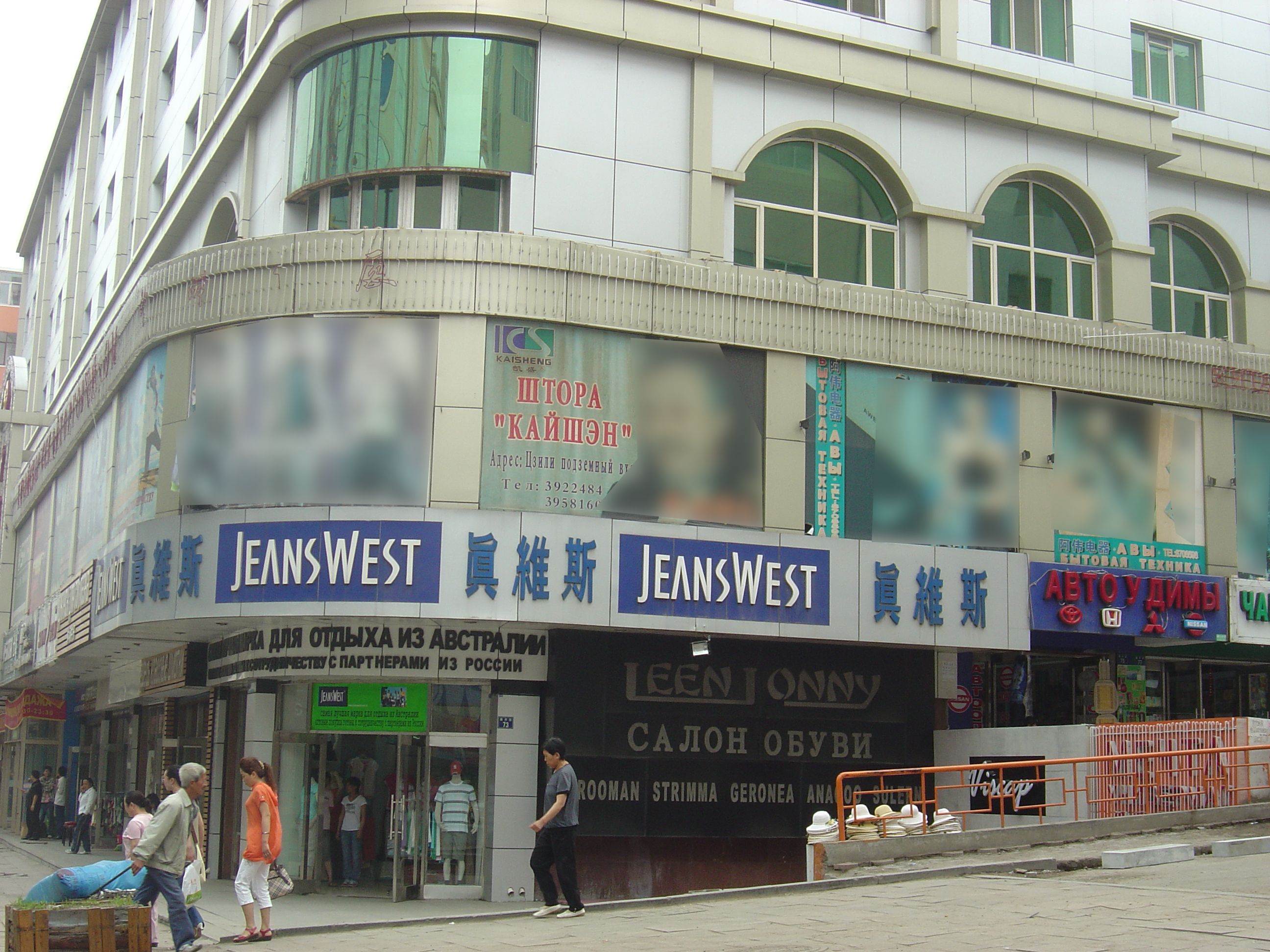
Centre commercial en Chine à Suifenhe.

À Suifenhe, en Chine, a été créée une zone économique libre (la transgranitchnaïa ТОR - Zone Transfrontalière TOR), où les marchandises transitent en franchise et où les personnes se déplacent librement. Cette zone comprendra 233 hectares du côté russe, et 180 du côté chinois; le projet est évalué à 1,5 milliard de dollars.
Dans le contexte de cet évènement destiné à équilibrer le chiffre de la population et assurer le développement, le 29 octobre 2015 l'interdiction d'avoir un second enfant a été levée en Chine et en Russie on envisage des cours de chinois à partir de 2018-2019. 
La connaissance du chinois deviendra une exigence pour entrer dans les universités et les écoles supérieures. 
Selon les données d'une enquête qui date de 2017, le nombre de migrants vers l'Extrême-Orient a augmenté de 15 % (soit de 400 000 alors que durant la même période le district extrême-oriental a perdu 20 % de la population de souche, soit 2 000 000 d'habitants.

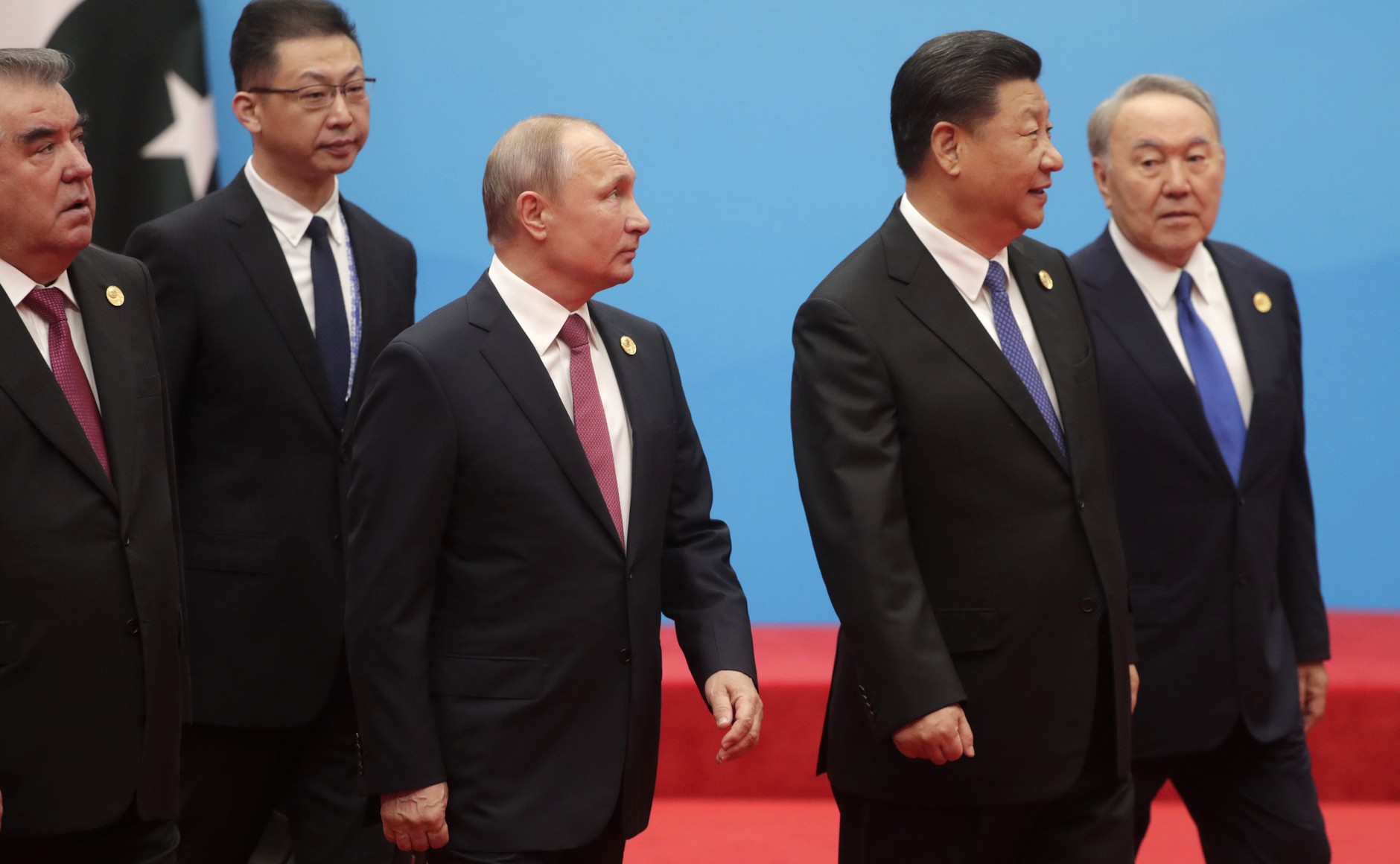
Sommet de l'Organisation de coopération de Shanghai du 10-06-2018. Vladimir Poutine et Xi Jinping.

L'agglomération transfrontalière Blagovechtchensk-Heihe est la plus grande agglomération transfrontalière de la fédération de Russie. Depuis 2009, les deux villes, l'une russe, l'autre chinoise, progressent dans leur rapprochement de la gestion économique, administrative, urbanistique, sociale. Des infrastructures ont été mises en chantier à cette fin : celle du pont transfrontalier du fleuve Amour, par exemple, terminée en 2019, ou encore celle du téléphérique de l'agglomération transfrontalière de Blagovechtchensk-Heihe, au-dessus du fleuve Amour, qui sera terminée en 2022. Les autorités de l'agglomération espèrent bénéficier du même statut que le Port franc de Vladivostok.
Il existe un point de vue alternatif sur le plan stratégique. Cette alternative consiste à réaliser qu'au lieu d'un développement constant sur le plan économique et démographique des régions de l'Extrême-Orient, les conditions existent pour permettre à l'armée chinoise de prendre rapidement les territoires proches de la Chine qui sont convoités. Ceci étant donné la faible capacité de l'armée russe de défendre l'Extrême-Orient, confirmée par les experts : pour les forces armées russes non nucléaires en Extrême-Orient, les deux districts chinois de Chine ne peuvent être comparés[pas clair], et le transport de troupes par le chemin de fer Transsibérien pourrait être facilement empêché par un ennemi potentiel. L'utilisation d'armes nucléaires stratégiques contre les villes de la partie européenne de la Russie (fort peuplées mais sans ressources naturelles) restent possible du fait de leur faible protection. Dans le journal pro-gouvernemental chinois Wen Wei Po, on peut lire que la Chine peut gagner 6 guerres avec ses voisins, parmi lesquels la Russie.
Sur la base de la théorie de l'« augmentation de l'espace vital » de l'État au-delà de ses frontières terrestres, maritimes et spatiales (en proportion de sa puissance totale), Pékin considère que les frontières stratégiques de cet espace vital dépassent les frontières nationales. Toutefois, dans le cadre des conditions existantes «... la Chine doit faire preuve de retenue et de discrétion... se comporter discrètement et ne pas entrer en confrontation directe avec des ennemis pour des conflits insignifiants, pour atteindre finalement ses objectifs. L'enjeu fondamental de l'augmentation de l'espace vital devient "une expansion économique et démographique". Cependant, les dirigeants chinois comprennent qu'à un moment donné, ce processus exigera un renforcement des garanties d'approvisionnement ».

La Russie, c'est un « gigantesque territoire », alors qu'en Chine, on a le peuple le plus travailleur au monde... La Russie a son énorme territoire et peu de population, en Chine c'est l'inverse.
- Li Yuanchao, vice-président de la république populaire de Chine.

### Arctique
Le gouvernement de la république populaire de Chine est très intéressé par la participation au développement de la région Arctique, riche en ressources naturelles (30 % des ressources mondiales de gaz) et en voies de transport maritime. Le fait que la Chine n'a pas de contact géographique direct avec cette région arctique ne dérange pas les spécialistes chinois, qui considèrent que la Chine est un « État proche » (near-Arctic State), ce qui lui donne le droit de s'y intéresser, l'Arctique étant le patrimoine de toute l'humanité.
Dès 1993, la république populaire de Chine a acheté à l'Ukraine son premier brise-glace, puis elle a commencé à en construire elle-même sur ses chantiers navals. Le China General Nuclear Power Corporation prévoit, pour 2025, de terminer la construction du plus grand brise-glace au monde, qui sera propulsé par deux centrales nucléaires,.
La Chine prévoit aussi de créer une infrastructure fournissant des moyens pour le transport des ressources naturelles non renouvelables, gaz et pétrole, ainsi que des ressources minérales de la péninsule de Kola, tel le nickel et aussi le bois provenant de la déforestation en Sibérie et en Extrême-Orient.
Selon le gouvernement chinois, l'inquiétude à propos de l'accroissement de l'activité de la Chine dans l'Arctique s'explique par le manque d'information,, . En attendant, la république populaire de Chine utilise les infrastructures de la fédération de Russie pour développer ses intérêts sous couvert de « collaboration ».

### Positions occidentales
Dans un premier temps, les Occidentaux ont minimisé l'importance de la coopération Pékin-Moscou. Ils soulignent la naïveté des appels de Poutine aux investisseurs chinois pour qu'ils participent au développement de la région du Pacifique, au risque de favoriser une occupation de l'Extrême-Orient russe. Ils tournent cette relation en dérision, la Chine étant assurée de sortir gagnante.
Selon Nina Bachkatov, journaliste spécialiste de la Russie, les dirigeants chinois et russes n'ont aucune inhibition idéologique et partagent la même volonté d'intégration dans un monde globalisé. Ils font partie d'un groupe croissant de pays qui n'est pas anti-occidental mais a-occidental et qui veut suivre ses propres voies de développement. Pour eux, les divergences de vues ne constituent pas un obstacle diplomatique. La Chine a dénoncé l'annexion de la Crimée mais a ensuite vendu à la Russie le câble électrique permettant de contourner le blocus ukrainien.

## Citations
« …Au moment de l'effondrement de l'empire soviétique, la Russie s'est trouvée dans une situation géopolitique menaçante même en Extrême-Orient, bien qu'aucun changement territorial ou politique n'y soit intervenu. Au cours des siècles précédents, la Chine était un État faible et arriéré en comparaison à la Russie, en tout cas dans les sphères politiques et militaires. Aucun Russe, préoccupé par l'avenir de son pays et perplexe devant les changements dramatiques de la dernière décennie, ne peut ignorer le fait que la Chine se trouve actuellement sur la voie d'une transformation et d'un développement plus dynamiques et plus prospères que la Russie. La puissance économique de la Chine, combinée au dynamisme d'une population d'1,2 milliard d'habitants, change la donne historique entre les deux régions — si l'on tient compte du fait que les territoires de la Sibérie sont inhabités et attirent le développement chinois (Zbigniew Brzeziński). »

« On rencontre des Chinois à partir d'Irkoutsk, mais ici, à Blagovechtchensk, ils sont plus nombreux … ils nous prendront le fleuve Amour, sans aucun doute. Peut-être pas eux-mêmes, mais d'autres leur donneront, les Anglais par exemple, qui gouvernent et construisent des forteresses en Chine. Sur l'Amour vit un peuple narquois ; tous s'amusent de ce que la Russie se soucie de la Bulgarie, qui ne vaut pas un kopek et oublie complètement le fleuve Amour. Imprévoyant et pas malin. Anton Tchékov (1892) Lettre à Sourevine  »

— «Письмо А. С. Суворину», 1892 г.

« Les échecs politiques et économiques de la Russie dans le développement de l'Extrême-Orient ont ruiné son ambition d'avoir un statut stable en Asie et sa capacité à jouer ce rôle... Si ces tendances se maintiennent, la Russie  deviendra un partenaire mineur de la Chine, son fournisseur de matières premières, et ne sera plus une puissance autonome en Asie. (Steve Blank - 2011) »

« Aujourd'hui est arrivé le moment en Chine où l'administration temporaire de la région Nord réduira la population des territoires adjacents à cinquante millions d'habitants, à la suite de quoi la grande doctrine du chemin de Tao arrivera enfin aux étendues infinies de l'Eurasie (Viktor Pelevine — Chiffres). »

« Varvara a ri:
— Voilà, elle n'a aucune idée de la façon d'arriver à épouser un Chinois sibérien. J'ai appelé une connaissance qui a marié un millionnaire, le directeur d'un kolkhoze vraiment chinois qui plante des orangers à Magadan. Je lui ai demandé conseil et voilà ce qu'elle répond : « imbécile, qui t'a raconté ces bobards ? Et puis ne m'appelle plus ici parce que je ne suis plus Natacha Gavrilova, mais Tszin Chou » — ce qui signifie à peu près « bouleau paisible », ou quelque chose d'approchant...Andreï Roubanov — Chlorophile. »

## Sources
- (ru) Китайцы завоюют Россию, как Черкизон
- (ru) Est-ce un bien ou un mal pour la Russie les Chinois en Sibérie et en Extrême-Orient V. Diatlov/ Китайцы в Сибири и на Дальнем Востоке — хорошо это или плохо для России? В. Дятлов